# Chilenische Seide
Die Chilenische Seide (Cuscuta suaveolens) ist eine Pflanzenart aus der Gattung Seide (Cuscuta) in der Familie der Windengewächse (Convolvulaceae). Dieser Vollschmarotzer ist in Südamerika verbreitet.

## Beschreibung
Chilenische Seide ist eine einjährige, krautige Pflanze, die Wuchshöhen von 20 bis 50 Zentimetern erreicht. Ihr Stängel ist orangerot. Ihre Blüten stehen in lockeren traubigen Rispen und sind gestielt. Sie ähnelt der Nordamerikanischen Seide, besitzt jedoch größere Blüten und eine Kronröhre, die auffallend weit aus dem Kelch herausragt. Die Blüten sind 3 bis 4 Millimeter lang. Blütezeit ist August bis September. Der Kelch ist tief glockenförmig und wie die Krone fünfteilig. Die Schlundschuppen sind groß und fast so lang wie die Kronröhre und sin zusammen geneigt. Die 2 Griffel sind etwa so lang und breit wie der walzenförmige Fruchtknoten. Die Narben sind kopfig und mehr oder weniger abgeplattet. Die Kapsel ist zwei- bis viersamig; sie ist meist von der vertrockneten Krone umschlossen und springt nicht auf. Die Samen sind eiförmig, 1,65 Millimeter lang und 1,4 Millimeter breit; sie sind meist einseitig abgeplattet, rau, gelbbraun bis dunkelbraun und wiegen etwa 0,82 Milligramm.
Die Chromosomenzahl beträgt 2n = 28.

## Ökologie
Die Chilenische Seide ist ein Vollschmarotzer.

## Vorkommen
Die Heimat der Art ist Chile, Argentinien, das südliche Brasilien und Uruguay. Sie ist fast weltweit ein Neophyt. In Deutschland wurde sie erstmals 1842 beobachtet und ist in Luzerne- und Kleefeldern zu finden. Sie.